# مستودع المعدات

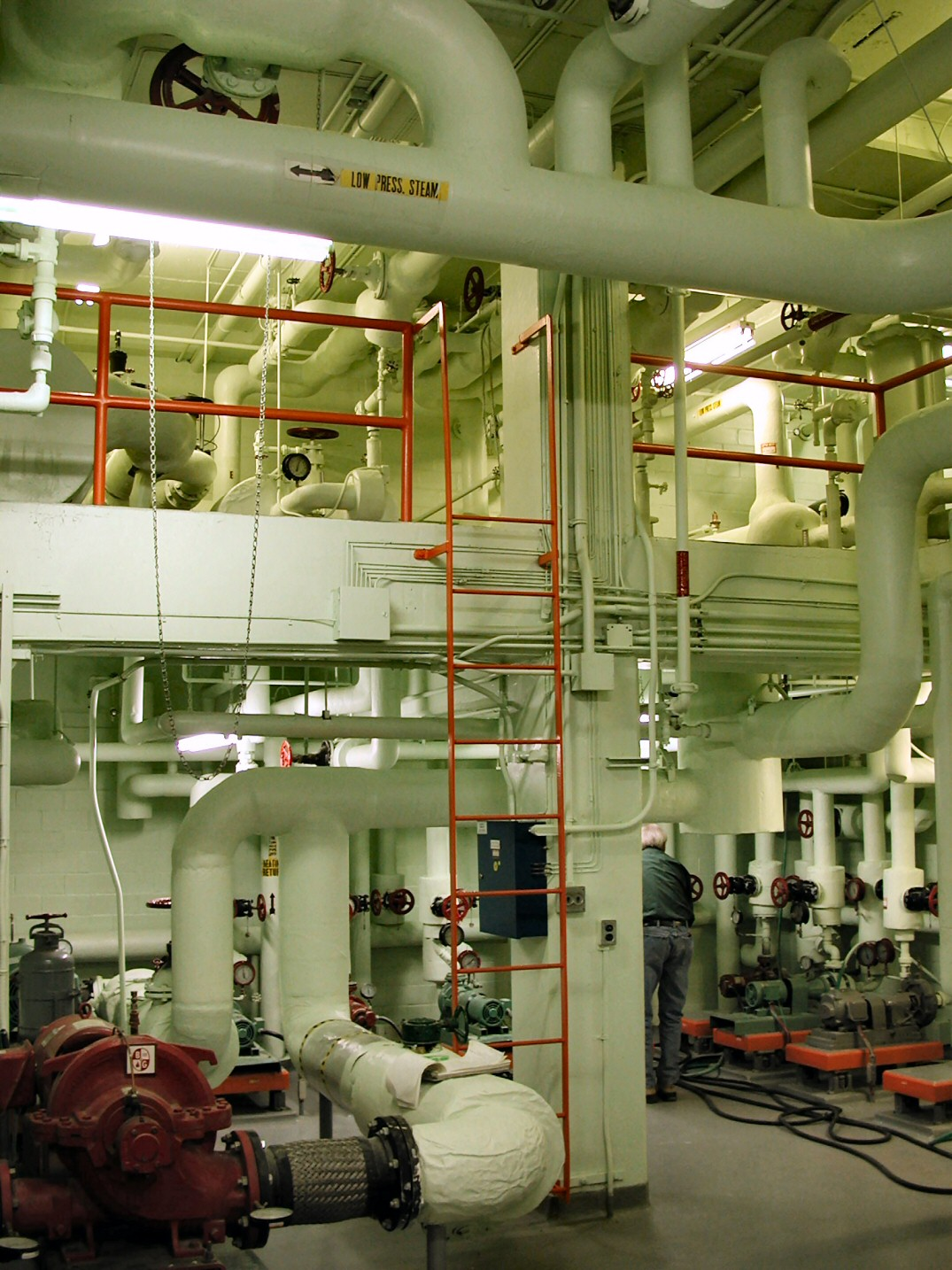
غرفة ميكانيكية في مبنى إداري كبير.

مستودع المعدات هو عبارة عن غرفة أو مساحة في مبنى، مخصص للمعدات الميكانيكية والمعدات الكهربائية، بدلاً من الغرف المخصصة للإشغال البشري أو التخزين، وحجم الغرفة الميكانيكية عادة ما يكون متناسبا مع حجم المبنى.